# Da Derrty Versions: The Reinvention
Da Derrty Versions: The Reinvention è il terzoalbum del rapper statunitense Nelly, pubblicato nel 2003 per la Universal Records, ed è una raccolta di remix di successi del cantante.

## Tracce
1. "Intro"
2. "(Hot Shit) Country Grammar (Jason "Jay E" Epperson Remix)" (featuring E-40)
3. "Iz U"
4. "E.I. (David Banner Remix)"
5. "Ride Wit Me (Jason "Jay E" Epperson Remix)" (featuring City Spud)
6. "Batter Up (Jason "Jay E" Epperson Remix)" (featuring Murphy Lee, Ali, Chocolate Ty, King Jacob, Prentiss Church, & True)
7. "If"
8. "Hot In Herre (Neptunes Remix)"
9. "Dilemma (Jermaine Dupri Remix)" (featuring Kelly Rowland & Ali)
10. "King's Highway"
11. "Groovin' Tonight" (featuring Brian McKnight, Ali & City Spud)
12. "Air Force Ones (David Banner Remix)" (featuring David Banner & Eightball)
13. "Work It (Reinvention) (Scott Storch Remix)" (featuring Justin Timberlake)
14. "#1"(featuring Clipse & Postaboy)
15. "Pimp Juice (Jason "Jay E" Epperson Remix)" (featuring Ron Isley)
16. "E.I. (Tip Drill Remix)" (featuring St. Lunatics)